# Santhiaba Ouolof
Pour les articles homonymes, voir Santhiaba.
Santhiaba Ouolof est un village du Sénégal situé en Basse-Casamance. Il fait partie de la communauté rurale de Mlomp, dans l'arrondissement de Loudia Ouoloff, le département d'Oussouye et la région de Ziguinchor.
Santhiaba est un nom déformé du mot Chantier (ba). Le Ba qui se colle au mot est un juste un article dans le langage local. Donc cela veut dire le chantier. Cela est due à la colonisation car il faut savoir que Santhiaba qui est à la base un quartier très grand de la ville de Ziguinchor était en construction pendant et après la colonisation, d'où ce nom.
Lors du dernier recensement (2019), le village compte 375 habitants et 102 ménages.